# Appollo (chó)
Appollo là một chú chó tìm kiếm và cứu hộ, từng phục vụ trong đơn vị K-9 của Sở Cảnh sát New York. Nó đã được trao Huân chương Dickin, tương đương với các loài động vật của Hội Chữ thập Victoria, để ghi nhận công việc được thực hiện bởi tất cả các chú chó tìm kiếm và cứu hộ sau vụ tấn công ngày 11 tháng 9. Appollo và người quản lý của nó đã có mặt và làm việc tại Trung tâm Thương mại Thế giới ngay sau các cuộc tấn công.

## Cuộc đời và sự nghiệp
Appollo là một con chó thuộc giống chó chăn cừu Đức sinh năm 1992, đang phục vụ trong đơn vị K-9 của Sở cảnh sát New York (NYPD). Năm 1994, nó hoàn thành khóa huấn luyện của khoa hoạt động đặc biệt của Cảnh khuyển NYPD và là một trong những chú chó đầu tiên học tìm kiếm và cứu hộ. Appoche đã vượt qua khóa huấn luyện Loại II ở Florida năm 1997 và Loại I ở Indianapolis năm 1999. Nó cũng là thành viên của đội K-9 NYPD thuộc Lực lượng đặc nhiệm tìm kiếm và cứu hộ đô thị New York 1. Appollo và người điều khiển Peter Davis cũng làm việc tại Cộng hòa Dominican sau một cơn bão. Appoche mất vào tháng 11 năm 2006.

## Tấn công ngày 11 tháng 9
Appoche và người quản lý của nó, Peter Davis, được gọi đến để hỗ trợ các hoạt động cứu hộ sau vụ tấn công khủng bố ngày 11 tháng 9. Họ đến địa điểm Trung tâm Thương mại Thế giới mười lăm phút sau khi tòa tháp đôi sụp đổ, biến Appoche trở thành chú chó tìm kiếm và cứu hộ đầu tiên đến địa điểm này. Tại một thời điểm, Appoche gần như bị giết bởi ngọn lửa và mảnh vỡ. Tuy nhiên, nó đã sống sót và bị ướt sau khi rơi xuống một vũng nước ngay trước khi sự cố này đến. Appollo bắt đầu hoạt động trở lại ngay sau khi Davis gạt những mảnh vỡ ra khỏi người nó.